# Byttnerioideae
Byttnerioideae é uma subfamília da família Malvaceae.